# Fichier de prévention des atteintes à la sécurité publique
Le fichier de prévention des atteintes à la sécurité publique a été officialisé en France par un décret du 16 octobre 2009. Selon la CNIL, ce fichier résulte de la controverse autour du fichier EDVIGE et EDVISRP d'une part, et CRISTINA d'autre part.

## Sujets concernés: «personnes à risques»
Il ne porte pas sur des personnes condamnées mais sur des personnes « susceptibles d'être impliquées dans des actions de violences collectives, en particulier en milieu urbain ou à l'occasion de manifestations sportives ». Entrent dans le cadre du fichier toutes les « personnes dont l'activité individuelle ou collective indique qu'elles peuvent porter atteinte à la sécurité publique », et ce, dès l'âge de 13 ans. Seront fichés, dans une base de données à part, des personnes employées dans la sécurité (gardiens, pompiers...) et qui font l'objet d'une enquête administrative (dans ce cas l'âge minimal est de 16 ans).
En 2020, environ 60 000 personnes y sont inscrites.

## Caractéristiques du fichier

### Dispositions
Dans le fichier pour les enquêtes administratives, ne seront relevés, après le motif de l'enregistrement, que des renseignements sur l'état civil, la nationalité, la profession, l'adresse physique, le numéro de téléphone et l'adresse électronique de la personne placée ainsi sous surveillance, ainsi que les signes physiques particuliers « et objectifs » (données jugées sensibles par la CNIL, puisqu'elles peuvent inclure la couleur de la peau), des photographies et des titres d'identité.
Dans le fichier sur les personnes jugées « à risque », figurent en plus l'immatriculation de véhicules ; des informations patrimoniales ; les activités publiques, comportements et déplacements ; les agissements « susceptibles de recevoir une qualification pénale » ; et les personnes entretenant des relations « non fortuites » avec l'intéressé. À ces neuf critères s'ajoutent l'origine « géographique » et les « activités politiques, philosophiques, religieuses ou syndicales ». Toutes ces données pouvant être conservées dix ans, ou trois ans pour les mineurs.
Le ministère de l'intérieur a précisé dans un communiqué que les informations sur « l'origine géographique doivent être de nature factuelle et objective » et ne pourront « en aucun cas comporter des données relatives aux origines raciales ou ethniques des personnes ». Il « peut s'agir du lieu de résidence ou du lieu d'origine, en France ou à l'étranger ». De même, le ministère a déclaré que « toutes les garanties sont apportées pour respecter les libertés, avec le "droit à l'oubli", ou l'interconnexion impossible avec d'autres fichiers ».
Une circulaire aurait été adressée, dimanche 18 octobre 2009, aux préfets qui dresse la liste des données enregistrées et des dérogations éventuelles, comme celle permettant une référence à l'origine géographique, « parce que l'appartenance à un même quartier ou le partage d'un lieu de naissance peuvent jouer un rôle déterminant dans les phénomènes de bandes », a expliqué le Ministère de l'Intérieur. De même des activités sectaires ou de celles dans les domaines politique, philosophique, religieux ou syndical si elles peuvent porter atteinte à la sécurité publique. « La simple adhésion ou participation à un mouvement politique démocratique ou une candidature électorale dans ce cadre ne sauraient en aucune façon être mentionnées », affirme l'Intérieur.
Malgré la publication du décret le 16 octobre 2009, ce fichier n'est toujours pas effectif dans les différentes sous-directions de l'information générale (SDIG)[réf. nécessaire].

### Extension par décret
En décembre 2020, le gouvernement étend par décret ces fichiers aux personnes présentant un danger pour la « sûreté de l’État », notamment pour « les intérêts fondamentaux de la Nation »,.

## Avis de la Commission Nationale Informatique et Libertés
La Commission nationale de l’informatique et des libertés (CNIL) indique en 2020 dans ses avis sur l'extension des dispositions du fichier PASP que « la rédaction de certaines catégories de données est particulièrement large ».
Le décret de décembre 2020 a pour finalité, selon la commission, de régulariser des pratiques d'utilisation du fichier qui étaient commises, bien qu'illégales.
La CNIL indique n'avoir pas été consultée sur le fichage des opinions politiques, ainsi que les convictions philosophiques et religieuses des individus.